# Vodskov Station
Vodskov Station er en nedlagt jernbanestation i Vodskov i Vendsyssel. 

## Historie
Vodskov Station åbnede 18. september 1899 som station på Sæbybanen (Nørresundby-Sæby-Frederikshavn), som blev drevet af  Fjerritslev-Frederikshavn Jernbane (FFJ), en af de 3 privatbaner fra Aalborg, som i 1902 sluttede sig sammen i Nordjyllands Forenede Privatbaner, fra 1913 Aalborg Privatbaner.
Stationen blev 20. maj 1924 også endestation for Vodskov-Østervrå Jernbane (VØ), der havde driftsfællesskab med de 3 privatbaner fra Hjørring og i 1939 blev fusioneret med dem til Hjørring Privatbaner.
Som jernbaneknudepunkt havde Vodskov et stort stationsareal, næsten 600 m langt. På Sæbybanen var der krydsningsspor og læssespor, i alt 4 gennemgående spor. Østervrå-banen havde 2 spor, der sluttede i en drejeskive. Et tredje spor gik til den tosporede remise.
Vodskov-Østervrå Jernbane blev nedlagt 15. marts 1950. Vodskov Station lukkede 31. marts 1968, da Sæbybanen blev nedlagt. Stationsbygningen, der var tegnet af den håndværkeruddannede bygmester Paul Severin Arved Paulsen fra Randers, er bevaret i ombygget stand på adressen Langs Banen 5. VØ's remise er bevaret på Grønningen 24.